# Американський Ренесанс (література)
Американський Ренесанс, або Американське Відродження — період в американській літературі, який тривав приблизно з 1830 року до початку Громадянської війни. Одна з центральних тем в американістиці, американський Ренесанс деякий час вважався синонімом американського романтизму  і був тісно пов’язаний з трансценденталізмом.

## Загальна характеристика
Вчений Ф. О. Маттіссен вперше ввів термін «Американське Ренесанс» у своїй книзі 1941 року «Американський Ренесанс: Мистецтво та вираження в епоху Емерсона та Вітмена». Тематичним центром американського Відродження було те, що Маттіссен назвав «відданістю» п'яти головних письменників періоду «можливостям демократії». Він представив тексти американського Відродження як «літературу для нашої демократії» і закликав  їх осягнути й зробити невід'ємною частиною національної свідомості..
Часто центром Американського Відродження вважали Нову Англію, воно частково натхненне гуманізмом як шляху відходу від кальвінізму. Літературні націоналісти того часу закликали розробити унікальний американський літературний стиль, щоб відрізнити  американську літературу від британської. Волтер Ченнінг у номері «North American Review» за листопад 1815 року закликав американських авторів створити «нашу власну літературу», що було підхоплено Джоном Нілом та іншими літературними критиками. Після цього заклику хвиля літературного націоналізму в Америці набула значної популярності протягом 1820-х років. В результаті такі письменники, як Вашингтон Ірвінг, Вільям Каллен Браянт і Джеймс Фенімор Купер, набули значної важливості в американській літературі. Цей рух до вираження націоналізму через літературу вважається центральним для появи американського Відродження.

## Критика
Частина критиків американського Відродження сумнівається, чи воно коли-небудь справді відбулося як явище. Одне з найпомітніших зауважень — автори цього періоду розглядаються як такі, що просто беруть стилі та ідеї з минулих культурних рухів та епох, реформуючи їх у нові, сучасні твори.
Деякі критики вважають, що автори ігнорували головні політичні питання у цього періоду, такі як рабство, попри те, що вони мали великий вплив на літературний процес того часу. Крім того, жінки-автори та жіночі проблеми взагалі залишилися поза обговоренням і публікаціями.
Поняття американського Відродження критикували за надмірний акцент на невеликій групі американських письменників-чоловіків європейського походження та артефактах високої культури.
Деякі критики стверджують, що література, написана жінками в цей період, не знаходила такої популярності як твори написані чоловіками. Відомо, що Маттіссен та інші дослідники намагалися виключити з літературного процесу жінок і авторів меншин, особливо афроамериканців. Критики також стверджують, що не існує окремого стилю чи жанру сентиментально-побутової фантастики, розділеної за гендером. Проте інші критики зазначають, що найбільш читаними авторами того часу були жінки, такі як Гаррієт Бічер Стоу та Фанні Ферн , і критикують Маттіссена за те, що він не включив жінок до оригінального канону американського Ренесансу.
Демографічна обмеженість американського Відродження почала розмиватися серед вчених наприкінці двадцятого століття. Вони включили Емілі Дікінсон до канону; вона почала писати вірші наприкінці 1850-х років. «Хатина дядька Тома» Гаррієт Бічер Стоу (1852) здобула популярність серед дослідників наприкінці 1970-х років. Афроамериканська література, включно зісторіями про рабство таких майстрів, як Фредерік Дуглас, і ранні романи Вільяма Уеллса Брауна, набули ширшого визнання.

## Видатні автори
Найчастіше з рухом американського Відродження пов’язують лекції та есеїстику Ральфа Уолдо Емерсона, романи Натаніеля Хоторна, «Мобі-Дік» Германа Мелвілла, «Волден, або Життя в лісах» Генрі Девіда Торо, і збірку поезії «Листя трави» Волта Вітмена. Більшість визначних авторів, пов’язаних з американським Відродженням, насправді не були популярні у свій час і мали невелику кількість послідовників.
З часом до цього списку були додані й інші автори, зокрема: Едгар Аллан По, Гаррієт Бічер Стоу, Емілі Дікінсон, Фредерік Дуглас, Вільям Уеллс Браун, Генрі Водсворт Лонгфелло та Джон Грінліф Уіттіер.